# トーマス・ロックリー
トーマス・ロックリー（英語: Thomas Lockley、1978年 - ）は、イギリス出身の大学教員（英語教育者）。日本大学法学部准教授。元ロンドン大学東洋アフリカ研究学院（SOAS）客員研究員。研究分野は言語学習の内容言語統合型学習（英語: Content and language integrated learning）（CLIL）。日本やアジアの歴史に関する研究も行う。日本語の著書などでは姓が先に書かれ、ロックリー・トーマス、またはロックリー トーマスと表記される。
また結婚し2022年6月に日本に帰化・日本国籍を取得したことで、トーマス 木下 ロックリー（英語: Thomas Kinoshita Lockley）またはロックリー 木下 トーマス（英語: Lockley Kinoshita Thomas）と記載されていることがある。トーマス（Thomas）には愛称がいくつかあるが、ロックリーはトム（Tom）を使用している。

## 経歴
1978年、イギリスロンドンで生まれる。2006年、シェフィールド大学で外国語教員免許（PGCE）を取得した。オープン大学大学院を修了（MA Ed.）。
2000年、JETプログラムの参加者として初来日し、鳥取県鳥取市に2年間滞在した。鳥取では、小学校で外国語指導助手（ALT）として働いた。以降、しばしば来日するようになる。
2009年から本格的に日本に在住し、同年4月から2013年まで神田外語大学で語学専任講師を務めた。
2013年に日本大学法学部の助教となり、その後専任講師を経て、2019年4月に日本大学法学部の准教授となる（2024年4月時点で現任）。また、同じく2019年にロンドン大学東洋アフリカ研究学院（SOAS）の客員研究員となった。
日本大学法学部では外国語（英語）の授業を担当しており、日本史や王貞治など、生徒が興味を持ちやすいテーマで英語授業を展開している。
文献や著者説明では「歴史と英語の教科を担当している」という記述が多いが、実際に担当している教科は英語のみである。
2022年から国際社会文化論のゼミナールを開講し、国際社会の視野からみる日本史を学習できる。
2009年か2010年頃、インターネット上で弥助のことを知り、その魅力に惹かれる。その1年後、弥助に関する小説を書き始めたが中断し、2015年からは論文の執筆に取り掛かった。その論文は2016年に発表されている。
2017年、日本語で書かれた著書『信長と弥助 本能寺を生き延びた黒人侍』が出版される。2019年には、アメリカ人作家ジェフリー・ジラード（英語: Geoffrey Girard）と共に英語書籍を出版している。

## 活動
認定NPO法人難民支援協会の支援者である。日本CLIL教育学会でも活動している。

## 弥助問題（弥助騒動）
ロックリーが研究するテーマである弥助、および弥助がいた戦国時代などについて、その内容から議論を呼び騒ぎとなっている。「弥助問題」と記述されることが多いが、「弥助騒動」と記述されることもあり、呼称は統一されてはいない。

### 史実と異なる記述・発言問題
ロックリーの著書や、彼の説を採用したメディアで登場する弥助や関連する出来事に関して、資料や史実と異なる、偽史・デマを生み出してしまうのではなどの批判がなされている。
ロックリーは弥助に関する著書や解釈、メディア取材などにおいて、実際に文献・資料にある内容だけでなく、想像や創作で補った内容を多数含んでいるにもかかわらず、フィクション（スペキュレイティブ・フィクション）または推測・仮説ではなく、ノンフィクションまたは歴史的事実として提示しており、次第に弥助の専門家として認められるようになった。著書は小説形式にすることで読みやすくしているだけで、研究者のデータベースであるresearchmapで、書籍の分類は一般書ではなく学術書として登録している。ロックリーの想像により生み出された弥助像は、日本を含む世界各国の主要メディアにおいて、まるで事実であるかのように取り上げられ、「弥助は本著書の通り“伝説のサムライ”である」「弥助は日本のヒーローだった」など、世界中で様々な誤解を生む事態となっている。
さらに、ロックリーが著者である日本語で出版された書籍『信長と弥助 本能寺を生き延びた黒人侍』や『つなぐ日本史2 近世』に寄稿した論文など日本人の目に入る情報と、海外向けに出版された書籍『African Samurai: The True Story of Yasuke, a Legendary Black Warrior in Feudal Japan』や海外メディアの取材など海外の人の目に入る情報を比べると、日本向けでは推測や仮定の話と前置きする柔らかい表現を使う一方、海外向けでは断定的な表現になっているなど、異なる部分が存在し内容が変わっている。このため、どちらか一方だけを読んだ場合は問題がわからないようになっている。
ロックリー自身、自らの主張に具体的な根拠がないことは認めており、例えば『African Samurai: The True Story of Yasuke, a Legendary Black Warrior in Feudal Japan』の取材に対して「一次資料に基づいているが、物語を完結させるために『研究に基づく仮定』をかなり多く加えている」としている。別の機会では「事実に基づく歴史的文書ではなく、自身の『情報に基づいた研究に基づく仮説』に基づき、歴史上の弥助は織田信長の単なる家臣ではなく、立派な侍だった」と語っている。一方、専門家として出演したメディアのインタビューでは、どの記事を見てもどのような資料を参考にして内容を語っているのか、どこからが自らの推測なのかを提示していない。著書の中では出典元・参考文献が記載されている部分があるが、未記載の場所も多く、出典元が書かれていないか曖昧なために日本の歴史専門家から「検証できない。聞いたことがない」「関係ない史料も弥助のことになっている部分がある」と指摘されている。海外の研究者にも
「起こったかもしれない出来事をあたかも実際の出来事であるかのように提示し、読者にそれがいわば仮説であることを明らかにしていない」「ロックリーが自身の創造的な推測を含めたことで、この本が実話であると主張していることが損なわれ、さらに彼の推測をそのようなものとして明確に特定しないという選択により、この本を一般大衆向けの歴史作品として擁護することが難しくなっている」という声がある。
「織田（信長）は弥助を守護鬼か、寺院で黒い像として表される繁栄の神『大黒天』のどちらかだと信じていた」、「本能寺の変で織田信長が切腹する際、弥助に首をはねて、息子に首と刀を届けるよう頼んだ。それは大きな信頼の証だった」（別の記事では「信長の切腹の介錯を森蘭丸が行い、蘭丸が自分の切腹の介錯を弥助に依頼した」としており話が異なる）など、ロックリーは様々なエピソードを語っており、中には前述のとおり出典元不明の内容が含まれているものの、多くの海外メディア（TIMEなど信頼できるメディアとして知られるものを含め）はロックリーを弥助ならびに戦国時代の専門家として扱い、彼の話として報じている。
これらの報道は正しいかどうか、アメリカのUSAトゥデイは独自にファクトチェックを行ったことがあり、その結果は「真実」という結果であった。検証対象となったインスタグラムの投稿内容はロックリーが取材に応じたCNNの記事を引用したものであり、検証の情報源にはロックリーが取材に応じているメディアや書籍が含まれており、ロックリーの主張内容をロックリー自身の主張で検証している（記事内の「インスタグラムの投稿内容が情報源に準じているか」という点に関しては確かに真実である）。
能出新陸は本問題を検証する過程で、海外において弥助の身長として記述されている“6尺2寸”のフレーズに注目し、「弥助の物語は典型的循環的報告のケーススタディである」と指摘。まず英語版ウィキペディアで誰かが誤訳に基づく誤った情報を記述し、適切な情報源を参照することなくBBCやブリタニカなどの権威あるメディアでの基盤となり、それを無数の記事、ブログ、学術論文などが利用し、それらがフィードバックループを生じているとしている。さらに戦国時代の日本の事象に対して、各研究者が現代の欧米の解釈を押し付けてしまい、雪だるま式に推測や誤りが大きくなっていると分析。これは西洋の研究者共通の問題であるとしている。ロックリーも自らの論文やブリタニカの記事内で弥助の身長を188センチメートル（=6尺2寸）と記述しており、引用元として日本の文献を挙げていながら海外で広まってる情報を使用している（詳しくは後述）。そして前述の通り、著書や取材を通して出典を示さないか、曖昧にして自らの推測に基づく弥助像を広めており、それらがさらにメディアや研究などで引用・孫引きされ循環状態となっている。
問題の発覚と、後述の「アサシンクリードにおける『弥助』問題」が大きくなると、批判はロックリーにも向かうようになったため、「私は何の関係もなく、プレイするつもりもないのに、多くの人が私に責任があると考えているようです。そのため、このアカウントを凍結します」とコメントし、全てのSNSアカウントを閉鎖している。
こうした様々な批判に対し、ブリティッシュコロンビア大学准教授の クリスティーナ・ラフィン（英語: Christina Laffin）、Jonathan López-Veraなどの発言を引用しつつ、「これらの主張の根拠は恣意的に選別されたものだ。批評家たちは、このテーマに関して既に限られた情報の全て、あるいは少なくとも大部分を読むのではなく、ロックリーの2017年のベストセラー『African Samurai』に注目している」「参考文献に記載されている一次資料を用いて『African Samurai』を検証するのではなく、主にロックリー氏個人を攻撃し、彼の学問的価値を否定することに焦点を当てている」「（アサシンクリードシャドウズを歴史的正確性を根拠にして批判していることに対して）これらの批判を行っているのは人種差別主義者だ」などの反論も存在する。この記事内では、アサシンクリードシリーズがフィクションだと認識しているものの、『信長と弥助』『African Samurai』がどちらも学術書でロックリーの研究成果として発表されたものであり、フィクション小説ではないことには触れていない。

#### 根拠・証拠がないにもかかわらず、「黒人が日本人に奴隷にされていた」という主張への批判
『信長と弥助 本能寺を生き延びた黒人侍』には、戦国時代の日本において「イエズス会士は清貧の誓いを立てて奴隷制に反対しており通常はアフリカ人を伴うことはなかった」「地元の名士のあいだでは、キリスト教徒だろうとなかろうと、権威の象徴としてアフリカ人奴隷を使うという流行が始まったようだ。弥助は流行の発信者であり、その草分けでもあった」という記述が存在する。
これを組み合わせることで「イエズス会は奴隷を使わなかったが、日本人が黒人奴隷を求めたから伴っていることがあった。日本に黒人奴隷制があった」などと読める内容であるとして、「事実とは異なる」とか「日本が黒人奴隷を生んだというデマが世界に広まってしまうのでは」など、偽史の拡散に対する非難や懸念がなされている。「宣教師がボディーガードとして連れてきた黒人が日本人に奴隷にされた」という不正確あるいはファンタジーな記述についても、国際的に「歴史的事実」として広がりつつあることについて、批判が起こっている。
SNSなどでの批判の中には「黒人奴隷は日本発祥だとロックリーが主張した」と勘違いしている人が見受けられるが、ロックリーはそのような主張をした事実はなく誤りである。『信長と弥助』には、「アフリカ人奴隷を使うという流行が始まった」という記述に出典・参考文献が書かれておらず、日本で黒人奴隷を誰が始めたか、どのように広まっていったかなどの情報は著書内で記載していない。
ルイス・フロイスの『フロイス日本史』によると沖田畷の戦いの有馬・島津軍側に大砲を扱う黒人がいたとされており、天正遣欧少年使節の『天正遣欧使節記』でも「見たことがある」という記載があり、他にも幾つかエピソードがあることから、弥助と同じく宣教師の従者などの名目で複数の黒人が日本国内にいたこと自体は事実と考えられている。当時の日本国内にどれくらいいたかの具体的な数字や、日本人や当時の各大名が組織的に奴隷として使用していたという情報は存在しない。
更に遡ると1910年頃に北米で確認されている坂上田村麻呂黒人説があり、こちらは根拠の無いデマだったと結論付けられているが、未だに黒人社会や一部の民族学者の中では根強く残っている。「侍が勇敢であるためには、黒人の血を少しは受け継がなければならない」という諺が日本に存在すると信じている者もいるうえ、論文も存在する。ロックリーは著書の中でこの説には直接触れておらず無関係である（ロックリーは前述の通り出典を書いていないが執筆にあたり参考にした文献や資料があり、それがこの説を根拠にした孫引きの関係になり、間接的に関わっている可能性はある）。しかし今回の弥助に関する論争に便乗して、黒人説を信じる人が「日本のサムライは黒人の影響を受けている」などと根拠のない主張をする例が散見され、海外の日本の歴史専門家の中にはこの説と絡めて本騒動を解説している者もいる。この現象は2024年に公開されたドラマ『SHOGUN 将軍』放送時にも発生していた。
なお、ポルトガル商人がイエズス会宣教師公認（または黙認）のもと、日本人や中国人などアジア人を奴隷として買い集め、自国植民地まで連行していた時期があったという指摘が存在する。日本人は黒人と同じくポルトガルなどヨーロッパの奴隷として使われる立場であり、後にバテレン追放令が発令されることとなった。
2024年3月から「大手メディアは伝えない日本の黒人侍」という主張と共に、城をバックに立つ侍のモノクロ写真がSNSで広まっていた。この写真に対して、日本ファクトチェックセンターは「偽物」と判定している。確認にはロックリーも参加しており、来日した黒人の存在については「数十人から100人を超える黒人がポルトガルの貿易商などの従者として連れてこられ、長崎や口之津など九州の港町にいたのではないか」と認めるが、黒人の写真については「そもそも存在しないはずだ」、「観光客の写真かと思った」と述べている。別のファクトチェックでも「生成AIで作られたもの」と判定されている。
また、同じ写真を使い「弥助の写真である」という主張も流れたが、フランス通信（AFP）はこの写真を「弥助ではない」と否定している。
現代における写真技術が発明されたのは1829年にフランスのニセフォール・ニエプス（および写真として初めて撮影されたル・グラの窓からの眺め）によるものであり、日本の写真の始まりは1843年である。従って絵巻物が中心であった16世紀の世に鮮明な写真が存在することはあり得ない。

#### 根拠・証拠がないにもかかわらず、弥助を「侍」と断定する記述への批判
弥助が侍であると記述している書籍はロックリーのものだけではない。ノーザンイリノイ大学（英語: Northern Illinois University）のE. Taylor Atkins（Ph.d.）の著書や、プンペウ・ファブラ大学のJonathan López-Vera（日本史でPh.d.、世界史でMaster）の著書、フリージャーナリストで情報コミュニケーションを専門（Ph.d.）とするRomain Mielcarekの著書などが存在し、侍であると主張する根拠はそれぞれで異なる。
2023年にサンパウロのサンバチーム「モシダデ・アレグレ」が弥助をテーマにしたパレードで優勝した際、駐日ブラジル大使館は「モザンビークで生まれた弥助は1579年に日本に連れて来られ英雄となりました」とSNSで発信しており、ブラジル日報も同様の内容の記事を発信していた。Netflixなどフィクション作品のイメージの影響もあり、日本国内の専門家の意見や資料に関わらず、世界的には多くの人々の間で共通認識となっている。日本の歴史の知識がないうえに、日本の史実よりも近年のDEI思想（多様性・公平性・包括性）を優先し、その英雄化が進んでいるとも報道されている。反奴隷制度やDEI思想の象徴に使っている例もある。
戦国時代は将軍家や天皇の権威が低下し、従来の侍や武士の違いが曖昧になり定義づけは難しくなっていた頃だったが、ロックリーは以下のような考察や理論を根拠とし「弥助は侍である」と主張している。
- ロックリーは日本大学法学部の『桜文論叢』第91号で執筆した査読済み論文「The Story of Yasuke: Nobunaga's African Retainer.」において、「日本にいた黒人、中国人、日本人、朝鮮人の奴隷は、所有物、さらには自らの奴隷さえも所有しており、所有者の家族に養子縁組されたり、家族の一員と結婚したりすることもあった。弥助の時代の日本における黒人は、日本人奴隷を所有し、愛人を持っていたことが明確に記録されており、大名の家臣であった弥助自身も従者や奴隷を与えられていた可能性が高いと考えられる[117][118]」「織田軍の安土への帰路で、松平家忠は弥助に関する2度目の記述をしている。彼は弥助の新たな高位に驚き、再び彼の体格と肌の色について言及している。松平は、皮肉を込めて、弥助の禄は自身の禄と同等かもしれないとさえ推測している。もしそれが事実なら、彼は相当な富豪であったであろう。これは、弥助が主君の側近として寵愛を受けていただけでなく、馬、衣服、装束、武器も豪華であったことを示唆している。この時代、大名でさえ2、3人の側近しか持たないのが通例であったため、弥助が側近にいたことは非常に重要であった。[119][120]」などとしている。
- TIMEの取材に対し「彼は腹心だった。武器を持ち、ボディーガードの役割だった[121]」「領主のために武器を手に取った人は誰でも、技術的には自分を侍と名乗ることができ、また侍と呼ばれることもできた[122]」「弥助が藩主に仕えた後の数年間、アフリカ、中国、韓国などから来た何百人もの外国人が、このアフリカ人戦士と同じような方法で雇われた可能性がある。『弥助は記録に残る最初の外国人だと思わる』とロックリー氏は説明する[123]」「記録はないが、言い伝えでは、敵から信長の首を守ったのは弥助だったとされている。（中略）弥助が首を持って逃げたことは、日本の歴史を変えたと見られていたかもしれないし、実際にそう見られてきた[124]」などと侍の話と本能寺の変の話を述べている[125]。
- ユーロニュースは弥助を「日本国外で生まれ最高位の戦士、つまり侍となった最初の男」と報じている。その取材に対して「封建時代の日本において人が就くことのできる最高の地位のひとつである、主君の刀を運ぶ任務を負っていた[126]」「『主人の靴を運ぶ者でさえ非常に尊敬されていたので、信長が隣を歩きながら武器を託すほど弥助に信頼を置いていたことは想像に難くない』とロックリーは指摘する[127]」「彼は家と使用人とお金を手に入れた。もちろん刀も受け取っていたので、非常に高位の戦士、つまり侍だったということになる[128]」と語っている[129]。
- BBCヒストリー（英語: BBC_History）に寄稿した記事にて「俸禄、京都の北東にある安土城の屋敷、召使い、そして日本刀を受け取った。日本刀は侍の象徴であるため、日本では伝統的に弥助が記録に残る最初の外国人侍であると理解されている[130]」としている[131]。
- 弥助について様々な内容を本に記載していたことが発覚しはじめ、後述のゲーム『アサシン クリード シャドウズ』への批判も激しくなってきた2024年6月、日本の文化を中心とする番組「Lance E. Lee Podcast from Tokyo」第364回にゲスト出演した際、日本からも批判が来ているのかと司会者に聞かれ「正直に言うと、Yes、日本人から数人はいました。ただ、弥助に関して日本人から物議を醸すようなコメントをもらったのは今回が初めてです。弥助は日本では英雄とみなされています。70年代にも彼は英雄であり、ますます有名になっています[132]」、「地球の反対側からやって来て、困難な状況だったかどうかは定かではないが、別の国の文化の頂点に立ち、当時最も偉大な統治者の傍らで、その死に立ち向かい、最後まで忠誠を尽くした[133]」と批判を受けていることを認めつつ、繰り返し持論を述べている[54]。この配信は2024年9月に削除された。
- 『アサシン クリード シャドウズ』および今回の弥助騒動についてのジャパンタイムズの取材に対し「侍としての権利、特権、責任を儀式的に与えられたかはともかく、弥助は『殿』と呼ばれ、扶持をもらい、信長の紋章を与えられていた。当時としては名誉ある地位だった[134]」「弥助が侍だったという文書は存在しない。一部の批評家は資料の解釈を間違えている。しかし、他の誰かが侍だったという文書も存在しない[135]」「日本の歴史の専門家は弥助が侍であることに疑問を呈していない[136]」と侍であることを示す文献がなく根拠がないことを認め、さらに侍だと主張する人の中には資料を読み間違えている人がいると指摘したうえで、侍ではないことを示す文献も存在せず、自分の主張を日本の専門家が否定していないと述べている。また、弥助などに関する批判を一斉に受けることになった状態について「日本の歴史について何も知らず、ほとんどの場合日本について何も知らず、日本語や彼らが話している専門用語についても何も知らない人たちが、突然すべてを知っているように見える[137]」と、批判をする多くの人は、詳しいことを知らないのに批判をしていると感想を述べている[50]。
  - この記事に関しては、当初は「日本の歴史の専門家は弥助が侍であることに疑問を呈していない。『信長と弥助』のファクトチェックを行い、本能寺の変に関する専門家の桐野作人もその一人だ[138]」と記述していたが[139]、「意見を求められただけでファクトチェックなどは行っていない」と桐野がSNSで否定したため、編集部がその部分を削除・撤回している[140]。
- 後述するブリタニカ百科事典で弥助について執筆した記事には「当時の日本では仏陀をはじめとする聖人が肌の黒い人物として描かれることが多かったことから、人々は彼を神の来訪者と見ていたのではないかと推測している[141]」「太田は、この頃の未発表だが現存する文書の中で、信長が弥助を家臣とし、家、召使、刀、禄を与えたと述べている。この時代、武士の定義は曖昧だったが、歴史家は、これは同時代には戦士または『侍』の階級を与えることとみなされていただろうと考えている。弥助が侍だったという主張はここから生まれた[142]」と記載されている[143]。

しかし、豊臣秀吉が織田信長に小者（足軽）から武士へと認められたのは、信長の下で約10年間の軍役を経てからであることを考えると、信長の下で2年未満しか仕えていない弥助が武士・侍になったとは考え難いという批判がある。
文献を確認すると、弥助について記載している文書自体が少なく、侍であると断定されている資料は存在しないため断言することができない。
信長公記の写本の一つ、尊経閣文庫本『信長公記』（前田本）には「弥助と名付け、扶持と鞘巻、私宅を与え、時には道具などを持たせた」という旨の記載があるものの、尊経閣文庫本は一般公開されていないうえ、このような内容が記載されているのは1719年に筆者の太田牛一の子孫が書き写したこの写本だけであり、太田牛一直筆のものを含む他の信長公記、多数存在する織田家や織田信長、イエズス会の文献では同様の記載がなく裏付けが取れない状態となっている。徳川家家臣の松平家忠の日記『家忠日記』において、天正10年4月19日（1582年5月11日）の記述に「扶持を与えられた弥助という黒い男がいる」という記載があることから、名前と扶持は確認することができる。『家忠日記』で弥助について記述があるのはこの1回だけである。尊経閣文庫本『信長公記』を含めいずれの文献でも、弥助が与えられたとする内容に召使い（使用人、従者）は含まれていない。弥助の仕事内容や身分に関する具体的な情報はなく、専門家でも断言はできないとしている。「道具などを持たせた」とあるものの何を持っていたのかは不明であるが、織田家においては太刀持ちなどの役目は立場の低い者が担当していたと『武家名目抄』には記載されている。信長公記には複数の版があるが、どれが最も初期のスタイルのものなのか、どういう順番・経緯で作られたのかは現在も研究中で結論は出ていない。尊経閣文庫本『信長公記』の内容を解説付きで書籍化した金子拓も該当部分に関して「一定の信頼性を持つが、『家忠日記』を元に書写過程で付け加えられた可能性は否定できない」としている。同時に「尊経閣文庫版は加賀太田家に伝わっていた『信長公記』の草稿を元に作られたものであり、池田版など作る段階で省かれた内容が記載されたのでは」という可能性も提示している。
また、弥助に姓（家名）やカバネなどが与えられたという記録や、諱を持っていたという情報は存在しない。そもそも「弥助」という名前を誰が考案したのか自体が不明である。日本の江戸時代に作られた武鑑のうち、小姓の名前も書かれている『総見公武鑑』に記載されていない。
これらの資料のうち、日本の『家忠日記』は一次資料、『信長公記』は複数の版があるが全て二次資料で、『武家名目抄』も二次資料。武鑑は三次資料となる。イエズス会の資料のうち、各宣教師の書簡は一次資料であるが、それをまとめた『日本史』（フロイス日本史）は一次資料と二次資料の両方の側面を持つ。さらに後世に日本キリスト教の通史としてまとめた『日本教会史』はフランソワ・ソリエ、ジャン・クラセなど数人が執筆しているがいずれも二次資料となる。
BBCヒストリーの記事では「防衛側のほとんどは銃撃で排除され、生存者は手で殺された」という記述が存在するが、本能寺の変で舞台・戦場となった本能寺や妙覚寺、二条御所（二条新御所）にいた者は全員死亡したわけではなく、誠仁親王や女性達、寺にいた僧侶などは見逃されている。また、織田長益（織田有楽斎）は織田信忠と同行し襲撃をうけたが偶然にも生き延びており、戦死も殉死もしていない。他にも僅かではあるが生存者は存在する。
本能寺の変での弥助の行動を記述しているイエズス会の記録にあるのは「信長の死後、信忠の元に向かい、長い間刀を持って戦っていたところ、明智側から促されて投降した」だけであり、謀反発生時に弥助はどこにいたのか、謀反に巻き込まれ混乱の中で信忠の元に向かったのは誰かの指示だったのか、信忠の元に辿り着けたのか途中で阻止されたのか、どこで戦っていたのかなど、詳しい情報は書かれていない。発言者であるロックリー自身が認めている通り、「本能寺の変で森蘭丸が信長の介錯人となった」「弥助が信長の首を持って逃げた」などの話は全て記録にない情報である。ロックリーは論文「The Story of Yasuke: Nobunaga's African Retainer.」において、この話について「文書で言及されていない」「燃え盛る寺院から首と剣を持って脱出するのは困難」を理由に疑問を呈し、否定的な立場を示している。しかし海外の取材には否定的であることは示すことなく語っている。
「弥助は『殿』と呼ばれていた」という話も、正しくは「殿にするであろうという者もいる」という伝聞形、つまりそういう噂話があるという記載であり、いつ・誰が・どこで話していたのか、どれだけ話題になっていたのかなど一切不明であり、具体的な計画の情報は存在しない。
信長と弥助の対面の時、「織田は弥助を守護鬼か、寺院で黒い像として表される繁栄の神『大黒天』のどちらかだと信じていた」という記述は信長公記は勿論、イエズス会にも存在しない。肌の色は『信長公記』で牛に例えており、大黒天などの記載はない。これらの記述に対し、能出新陸は「歴史的根拠に乏しく、弥助を実際より神格化しようとしている」と指摘を行っている。そもそも信長が清水寺で大黒天の像をみたとされているが、当時は火事で焼失して存在しないことからありえないことも指摘している。補足しておくと、ブリタニカの記述にみられる「当時の日本人は黒人を仏陀の故郷であるインドの住人に結び付け、神聖視していた」という主張はロックリーが初めてではない。
「信長の前で相撲をとるエンターテイナーとしての活動をしていた」と特別な立場であることを強調する記載が見受けられるが、相撲は兵の鍛錬として昔から頻繁に使われているだけでなく、織田信長は特に相撲好きでしばしば相撲大会を開いている。気に入って家臣として召し抱えられるのは成績優秀者など一部であり、集められた大勢の力士などの参加者は全員が特別扱いされていたわけではない。また、相撲を取る人物の屏風絵の黒い人物について「弥助の姿かもしれない」とメディアなどで紹介されていることがある。これを所有する博物館は「異国人のように見える」としているものの弥助とは特定しておらず、研究者個人の意見に過ぎない。
多くの記事に「弥助は歴史に残る最初の外国人の侍」という趣旨の記述がある。侍の定義は時代によって変化しているのでそれをどうするのかによって変わるが、日本は古来から中国（唐・元・明など）や韓国（百済・新羅・高麗など）といった東アジアと人的・物的な結びつきが強く、倭寇の影響もあり、「日本初の外国人の侍」とは限らない。百済滅亡時には高麗氏などが倭国に亡命。亡命者の一部はカバネや官位を授けられ、東国（武蔵国など）の開拓を命じられ、そのまま土着している。実在が疑わしいとされる者を含めるなら山科勝成もいる
「弥助と同時代の日本にいた黒人は、日本人の奴隷を所有し、妾を持っていたことが明確に言及されている」と日本大学の論文で主張しているが、その出典である書籍『Selling Women: Prostitution, markets, and the household in early modern Japan』の内容は、弥助のいた室町時代ではなく、その後の江戸時代（17世紀以降）の話である。
こうしたロックリーを含む西欧研究者達の主張・研究内容と、多くの文献や出来事との差異について、能出新陸は「金子拓は尊経閣文庫本について史料批判を行うことなく一次資料として使うことを警告している。西欧の研究者は尊経閣文庫本に過度に依存しすぎている」「現代の西洋のイデオロギーや仮定を押し付ける手法を使用しており、学者による資料の再解釈によって誤りが連鎖的に発生している」と指摘した。このような状況になった原因として、英訳・出版され欧米で広まっているものの原本が池田本などではなく尊経閣文庫本であることを挙げている。加えて、「ロックリー達は『アフリカン・サムライ』で信長の死後10年後に信長公記が活版印刷で印刷されたと記載されていることから、信長公記と（フィクションが多く信頼性が低い）甫庵信長記の区別がついていないようであり、状況が悪化している」と推察している。

#### 弥助関連以外の書籍・論文での問題
2024年に出版された書籍『A Gentleman from Japan: The Untold Story of an Incredible Journey from Asia to Queen Elizabeth’s Court』は初めてイギリスを訪問した日本人といわれるクリストファー（20歳）とコスマス（16歳）（英語: Christopher and Cosmas）（洗礼名のみ、本名不明）を主人公にした物語である。
『信長と弥助』『African Samurai』と同様、カテゴリは「ノンフィクション」「伝記」となっているが、「現在のマーケティング・トレンドは、あらゆる歴史物語の中心にドラマチックな個人的ストーリーを必要とするが、実際のところ、クリストファーの経験について確かなことはほとんど知られていないため、彼の人生をつなぎ合わせるには必然的にある程度の推測が必要となる。ロックリーは記録に膨大な労力を費やしているが、彼が結論で述べているように、彼の本は日本から来た紳士についてというよりも、『根本的には、我々が現在"東洋"と考えているものを志向した世界について』なのである」とインタビュー記事で記載されているように内容の多くは推測である。この書籍はresearchmapでは書籍等出版物として登録・発表されておらず、論文として登録・発表されていた（2024年11月に論文から削除され、書籍等出版物内の単書に変更された）。ロックリーはresearchmapで、論文ではないただのシステムメッセージも論文として公表していた時期がある。
『信長と弥助』『African Samurai』発売前の2016年に弥助をテーマにした論文「The Story of Yasuke: Nobunaga's African Retainer」を執筆していたように、『A Gentleman from Japan: The Untold Story of an Incredible Journey from Asia to Queen Elizabeth’s Court』でも発売前の2019年にクリストファーとコスマスをテーマにした論文「"Yong Lads of Very Good Capacitie": Christopher and Cosmus, Anglo-Japanese Pioneers」を執筆している。

### 自作自演の「Yasuke」改ざんの疑い
2015年以来、英語版ウィキペディアの弥助の項目に、ロックリーの未発表著作を参考文献として挙げ、「弥助は侍だった」などとする不確かな情報が繰り返し加筆された。加筆者と特定されている「tottoritom」は、日本大学の准教授であると名乗っており、さらに、ロックリーには鳥取で日本語教員の経験があることから、ロックリーの未発表著作を出典として加筆した「tottritom」は実際にロックリー本人ではないかと考える人らによって、大きな批判が起こっている。
英語版ウィキペディアで「Tottoritom」と名乗っていた人物は、「東京にある日本大学法学部の教員であるトーマス・ロックリー」と自己紹介している。また、英語版ウィキペディアのThomas Lockleyの記事は、2018年10月31日にTottoritomによって作成され、その13分後に他の編集者がレビューを行なったところ、宣伝目的の記事の疑いで記事削除の提案が出され、2018年11月8日に記事削除された。記事削除するべきかの議論の中で、作成者のTottoritomは「私は初めて知ったが、これは完全に宣伝目的というわけではなく、複数の本を出版している著者（私）に関する記事です。また、私の本（このテーマに関する世界で唯一の本）を引用しているページなど、他のページにもリンクされている」と正当性を主張している。しかし、「本の評価は別として、著者というこの人物に関しては知名度が低すぎ記事を作るには早すぎる。英語版書籍はまだ発売しておらず、発売予定である。現状では特筆性がない」という理由で却下されている。その後、記事は2024年7月17日に当時の日本語版記事を翻訳して再作成されている。
英語版ウィキペディアでは長い議論の末に、「ロックリーの書籍は学術書と主張するがフィクション小説扱いが妥当である。その内容を根拠とする記述は他の学術的文献や信頼できる情報源で確認できる場合は認められるが、それなら信頼できる情報源の方を使うべき。この方針はこの本についてのことであり、ロックリーの研究をすべて否定するものではない。先ほどの通り、査読されたものや、信頼できる情報源でのロックリーの主張は使用しても良い」という方針が示され、ブリタニカや査読済み文献などで確認できるものを除き、Tottoritomが記述したロックリーのみを根拠とする内容の多くは削除されている。
「samurai」という単語は引き続き使用されているが、英語では侍、武士などの日本語の様々な言葉や立場を区別して表現することができず、「samurai」という記載になってしまう事情がある。

### ブリタニカ百科事典での編集
ブリタニカ百科事典（Britannica）でYasukeの初稿が執筆されたのは2022年9月30日であるが、こちらも「外国人として初めて侍の地位を得た人物として知られる」「侍として、弥助は信長のためにいくつかの戦いに参加した」などロックリーの著作物やメディアの情報に概ね準じた内容で記述されており、ロックリーがメディア取材に応じたBBCの記事へのリンクもあった。本騒動が大きくなった2024年7月にブリタニカは専門家委員会が全面的に記事の更新を行ったのだが、ブリタニカが更新内容の執筆を依頼した相手はロックリーだった。
更新された内容にはロックリー独自の主張に基づいたものが含まれており、「本当にファクトチェック済みなのか？」と疑問の声もある。この記事の中で、弥助の身長について「6尺2寸」（約188センチメートル）と記載しているが、出典元では「6尺2分」（約182センチメートル）と異なる値が記載されている。
能出新陸は「（誰かが引用を記載せず）英語版wikipediaで2006年に“6尺2寸”と誤った記述が行われたのをきっかけに、2019年のBBCの記事、ブリタニカ百科事典、カナダのキングス大学がwikipediaの誤りに依存し、元の日本語の文献を照合せず、同じ測定値と記述を繰り返した」と指摘。これらに準じて海外の無数の記事、ブログ、学術論文が同じ情報を拡散させ、海外では6尺2分ではなく6尺2寸という情報が広まっている。ロックリーは学術的権威を装って未検証のデータを入れることで歴史的証拠から逸脱する根拠を与えているとも主張し、wikipediaやブリタニカに記載された情報は多くの生成AIの情報源となり広まり、歴史や資料に基づいた意見が封殺されていると批判している。また、6尺2分というフレーズについて、家忠日記の別の個所や、他の文献でもしばしば使用されていることから、実際に計測したのではなく「大きい」を示す慣用句だったのではないかと推測している。
日本の国立歴史民俗博物館では『続史料大成』から弥助に関する内容を引用して六尺二分としている。日本国内では『家忠日記』の原本が長らく門外不出扱いとなっていたため、明治時代に刊行された史誌叢書本がもっぱら出典として使用されており、それに準じて記述は六尺二分でほぼ統一されている。ロックリーが執筆した論文もこの書籍を出典としているが、論文に書いたのは188センチメートルである。加えて「安土城で松平が弥助と会った」とあるが、『信長公記』によると『松平日記』に弥助についての記載がある4月19日の時点で、信長一行は旧武田領の残党狩りや見物をしつつ近江国の安土に戻る途中であり、尾張国の清州に到着したところである。
日本の文献でも六尺二寸と記載している資料が存在しないわけではなく、岩沢愿彦は『東京大学史料編纂所報』の「家忠日記の原本について」で、原本での当該箇所は「上様、御ふち候大うす進上申候くろ男御つれ候、身ハすミノコトク、タケハ六尺二寸、名ハ弥介ト云」とするとともに、「記載形式から見て、その各々の日にかかる記事とは解しがたい」とし、この内容は当時の見聞を記載したもので、特定日の出来事というわけではないだろうと推測している。さらに原本と史誌叢書本を比較した結果、内容が異なる部分が存在すると報告している。ただし、「家忠の記述法が曖昧」であり、文字や内容の判別が困難な部分があることも報告している。

### アサシンクリードにおける『弥助』問題
ロックリーの著書を参考にして作られたと見られている、「伝説のサムライ」という設定を持つ弥助が主人公であるフランスのユービーアイソフト発売のオープンワールドアクションロールプレイングゲーム『アサシン クリード シャドウズ』のコンセプトアートにおける日本の描写が、不自然で史実に沿っていないことなどから、騒動が起こり、発売中止の署名運動がなされている。
ウクライナのメディアITC.uaによると、ユービーアイソフトはロックリーの著書について言及はしていないものの、ロックリーは同社が始めたゲームに関する議論に参加していたと報じられている。

### 騒動に関する影響と見解

#### 専門家・学者の見解
弥助が侍であるか否かについては、資料が少なすぎほとんど検証できないため研究も論文も存在しなかったものの、今回の騒動を受けて複数の研究者・学者が個人的意見・見解を出す事態となっている。

##### 呉座勇一
日本の歴史学者の呉座勇一は、『信長と弥助』のみを読んでコメントをし、尊経閣文庫本『信長公記』に記載されている「鞘巻の熨斗付（装飾刀）と私宅（屋敷）を与えた」というのが事実であれば、武士として遇されていたとしている。しかしその情報が尊経閣文庫本『信長公記』にしかなく、他の文献には存在しないことに触れ、「書写過程で付け加えられたのでは」という可能性を提示しており、ロックリーやメディアが報じる「黒人のサムライ」という主張に対しては慎重な姿勢を示している。また、「侍だったとしても『形の上では』ということもあります」と実態は伴っていなかった可能性も指摘している。九州の黒人の話については、「九州のキリシタン大名の一部が黒人を召し抱えていたということが、分かりにくい書かれ方をしている」と事情を推察した。そのうえで、「海外の歴史や文化を描くなら、その基本的な部分をちゃんと理解した上で敬意を払うべきだ」「研究する対象と冷静な距離感を保っているとは言い難い」「（研究内容に）発想の飛躍がある」とロックリーに対しての批判も述べている。
自身のYouTubeの配信の中では「（ロックリーを）歴史学者と言うことができるかということなんだけれども、彼のキャリア、経歴を見た限りでは、歴史学の専門的な教育は受けていないように見える」と語っており、素人だと考えていることを示唆している。

##### 平山優
日本の歴史学者の平山優は、X（旧ツイッター）において資料が不足していることを認めつつ、「侍であったことは間違いない」と主張している。「帯刀が認められている」「2刀指し」などを理由に挙げているが、弥助がいた頃は、農民や町民であっても刀の所持・帯刀は制限されていない。1593年の豊臣政権による九州での刀狩に関して、ルイス・フロイスは『フロイス日本史』で「日本では今日までの習慣として、農民を初めとしてすべての者がある年齢に達すると大小の刀を帯刀する」という旨を記載している。豊臣政権の小田原征伐に対峙した後北条氏が発した徴兵令では「得意な武器を持ってきなさい」という指示があり、その一例として弓や槍の他、鉄砲を挙げている。これらは弥助が表舞台から消えた後の豊臣秀吉の刀狩（1588年）や身分統制令（1591年）、1668年と1683年に江戸幕府が発したお触れでの帯刀禁止などで段階的に禁止されていったものである。なおその後であっても、例外的に幕府や藩の裁量で認められるケースはある。また武士の2刀指しが武家諸法度など法的に定められていたという記録は見当たらない。
後日、平山は発言内容を補足・修正している。「弥助は侍の最下層に相当し、士分はそれなりの上層の侍で武士と呼ばれる者である。侍とは武家に武芸をもって使える従者のことであり、その上位の者が武将と呼ばれる。広義では侍は武人でなくてもよい。外国人がどのように認識しているのかはわからないが、武将のことを侍と呼んでいるのなら誤解だ」「武家の主君に被官すれば侍とはならない。士分と認められるまで地位が高くなければならない」としている。
海外のニュースサイトやゲーム関連サイトは本騒動を伝える際、他の専門家の意見や、後日の修正内容は無視し、平山の最初の発言だけを根拠に「弥助は侍であると日本の専門家が認めた」などと記載していることが多い。

##### 岡美穂子
日本の歴史学者で、ロックリーが寄稿した『つなぐ日本史2』で編集担当の一人であり、ロックリーの論文の査読を担当していた岡美穂子は、自身のX（旧ツイッター）において「彼があたかも人種差別主義者であるかのような虚言が出回っていますが、それは絶対にありません」「学術的な見解の相違があるからといって、人格否定は許されないことです」と批判に対して苦言を呈したうえで、「戦国時代の「侍」の定義が曖昧であるというのは、日本史研究では一般的な認識のはずです。その上で、主と共に「刀を持って最後まで戦った」のであれば、私は「侍」と言ってよいと思います」と騒動に対してポストしている。
なお、夫である東京外国語大学特任准教授のルシオ・デ・ソウザと共に執筆した書籍『大航海時代の日本人奴隷 増補新版』には、ロックリーの「九州では黒人を雇うことが流行していた」とほぼ同じ内容が存在する。

##### 渡邊大門
日本の歴史学者の渡邊大門は、「日本に黒人奴隷がたくさんいたというのは、記録がないため間違いだろう」と奴隷の件を否定した後、「弥助が侍であったかどうかは一次史料が乏しく、確定的なことは言えない」と判断不能であるとしている。
渡邊は今回の騒動が始まる前と後に弥助について記事を執筆している。どちらの記事でも侍身分だった可能性は否定しないものの疑いの目を向けており、「（信長は）出掛けるときに弥助を連れて行き、人々が驚く様子を楽しんでいたようであるので、召使いのような存在だったように思える」と記述している。

##### 小和田泰経
日本の歴史学者の小和田泰経は、WIRED.jpのYouTube動画に出演し、「実際のところ、弥助って何ものだったの？当時の記録から彼について何がわかっているのでしょうか？」という質問に対し、「家臣にはなっている。そんなに待遇が良かったのかどうか？ということになると甚だ疑問と言わざるを得ないですね」とした上で、「弥助の立場がどこにあったのかが分からないので、侍だったのかどうかで色々揉めてますけれども、弥助を侍と定義付けるだけの史料は残されていない」と結論付けている。

##### 能出新陸（Alaric NAUDÉ）
韓国の言語学者であり、水原大学校教授で言語学や社会学を専門（Ed.D.、Ph.D.）とする能出新陸（Alaric NAUDÉ）は騒動を知り状況を調査していたところトーマス・ロックリーに行き着き、その書籍の内容から西洋人のアジア文化に対する理解の低さ、そしてゲーム『アサシン クリード シャドウズ』のアジア描写の酷さに失望し、社会学や応用言語学などを用いてロックリーの書籍のどこが問題なのか、何が不適切な記述なのか、そして弥助はどのような人物だったのかをまとめた書籍を2024年10月に出版している。
さらに2025年3月、水原大学の学術誌『The Journal of International Education』から信長公記を主題としつつ、弥助およびロックリーの研究に関する査読済み論文「Manuscript Discrepancies and Historical Ambiguities: A Textual Study of the Shinchōkōki and Yasuke 写本の相違と歴史的曖昧さ：『信長公記』と弥助に関する本文研究」を発表した。本論文の中で、「弥助に関する記述は後世の改変である可能性が高い」「刀や扶持を与えられただけでは立場が高かったという根拠としては不十分であり、弥助は恐らく小者だっただろう」と結論づけると共に、「西洋の学者や専門家達は、日本のように一次資料や複数の情報源を参照したり資料批判をしたりしない。後世に作られた二次資料やひとつしかない情報源、後世の学者の解釈を元にしている」とロックリーを含む多くの欧米の学者の研究姿勢に問題があると指摘している。『信長公記』の池田本などでは「黒坊主」であるのに対し、前田本では「黒坊」と江戸時代に頻出するようになった言葉への変化が生じていることから、前田本は江戸時代に写本が作成された際に改変などの影響を受けた可能性が高い、海外の研究者は前田本だけでなく池田本など信頼できるものも研究するべきだとも主張・提言している。

##### ロバート・タック
アメリカのアリゾナ州立大学准教授で現代日本文学を専門（Ph.D）とするロバート・タック（Robert Tuck）は「批判の一部には黒人に対する人種差別が含まれている」「歴史的正確さを求めていながら（今日では存在が否定されている）女性忍者を認めるのは不自然だ」と批判側の複数の問題を指摘。一方で「批判の全てに根拠が無いわけではない。ロックリーが『アフリカン・サムライ』の原作で行った行為のいくつかは、専門家以外の読者を対象とした本としては明らかに疑問が残る」「起こったかもしれない出来事をあたかも実際の出来事であるかのように提示し、読者にそれがいわば仮説であることを明らかにしていない」とロックリーを厳しく非難。「ロックリーが厳密な一次資料研究の成果として位置づけているにもかかわらず、未確認の歴史小説として見るのが一番だ」と断言している。加えて呉座勇一のインタビュー内の「歴史学者も“炎上”したくないので、そういう話題に発言したがらない」を例に出し「学者は批判を恐れているからだけではない。多くの学者は、大衆向け作品には学術的な厳密さが欠けており、（今回のケースでは正当化されるかもしれないが）時間をかけて取り組んで批評する価値がないと考える傾向がある。しかし弥助事件は、悪い大衆向け作品は弾の込められた銃のようなもので、あらゆる目的のために使われるのを待って放置されており、そうなると良い歴史を重視する人は皆損をすることになるということを示した」と、学者や専門家の姿勢に対しても警鐘を鳴らしている。

##### マイケル・アラン・ソーントン（マイケル・ソーントン）
アメリカのノースイースタン大学助教授で日本史を専門（Ph.D）とするマイケル・アラン・ソーントン（Michael Alan Thornton）は、メディアの取材に対して「1580年代は日本国内で侍の定義が定まっていない時代だった」「（日本、韓国、中国の繋がりがあるため）日本初の外国人侍だというのは少し誤解を招く」と前置きをしつつ、平山優のSNSの発言を根拠にして「『禄』を与えられ、信長に仕えたので侍の定義は満たしている」と語っている。それに続けて、本能寺の変で信長が殺された後、「弥助は信長の息子とともに逃亡したが、暗殺者たち（明智軍）は追いついた。暗殺者たちは弥助の命を助けることにした」とロックリーも語っていない独自のストーリーを展開。さらに「弥助の話は、W・E・B・デュボイスにまで遡る日本の左派政治とアフリカ系アメリカ人指導者とのつながりの中心」と主張し、坂上田村麻呂黒人説まで網羅する話を語っている。

##### ピエール・フランソワ・スイリ（ピエール・スイリ）
UBIソフトから歴史考証の専門家として招聘された人物であり、ジュネーブ大学名誉教授で日本史を専門（doctorat（フランス語: Diplôme national de doctorat））とし、「ヨーロッパにおける日本研究の最高峰の一人」とも称されることがあるフランスの歴史家ピエール・フランソワ・スイリ（フランス語: Pierre François Souyri））は、History（英語: History (European TV channel)）が『アサシン クリード シャドウズ』に関して企画した、UBIソフトスタッフでありアサシンクリードシリーズで歴史考証を担当する古代言語と文学の博士号（Ph.d）を持つカナダの歴史家ステファニー・アン・ルアッタ（Stéphanie-Anne Ruatta）との対談企画内にて「弥助は、複数の同時代の文献によって実在が確認されている歴史上の人物である。この人物について言及している日本の文献には、信長に仕えた人物として記されており、信長から刀と俸禄を授けられたと記されている。これは土地、つまり領地を意味しており、この人物は事実上侍とみなされた。別の文献には、彼が単なる武将ではなく、実際に戦闘に参加していたことが明確に示されている」と参考文献を示すことなく語っている。一方で、「弥助は確かに武士であったと考えられるが、彼が領地をもっていたとしても、それがどこにあったのかはわかっていない。彼のフルネームもわかっておらず、もし侍であったなら持っていたはずだ。そのため、歴史家の間でも、弥助が本当に侍であったかどうかについて、完全に意見が一致しているわけではない」とも語っている。
「俸禄とは土地（領地）を示す」と言ってるが、土地には限りがあるので実際には米（時には金銀や銭）などが支給されることも多い。戦闘に明らかに参加していたのは本能寺の変だけであり、その細かな状況・様子の情報はない。

##### デービッド・アトキンソン
イギリス出身の実業家で、大学で日本学を専攻し（M.A.）、二条城特別顧問などを務めるデービッド・アトキンソン（David Atkinson）は、「日本でアフリカ人奴隷を使うことが流行した」という記述を否定するSNSの記述に対し、自らのアカウントを用いて「それが嘘だったエビデンスは？」と問うことで『（戦国時代の日本で黒人奴隷を使うことが流行していたというトーマス・ロックリーの主張が）嘘だと証明せよ』と悪魔の証明を求めたと報道された。
さらに「黒人奴隷はシルクロードで運ばれた」、（侍という制度ができたのは江戸時代であり）「江戸時代まで信長、家康なども含めて侍ではなかった。武士。弥助は侍かどうかは歴史音痴の愚論に過ぎない」と独自の理論も主張している。
侍という言葉がいつ成立したのかは明確に定まっておらず、その定義も時代によって異なるものの、鎌倉時代には既に成立していたことから、奈良時代～平安時代頃に成立したといわれている。
加えて、シルクロードは弥助が現れる16世紀には衰退して利用されることは稀であり、海運が中心となっている。

##### ロックリーの「日本の専門家が否定しない」に対して
前述のジャパンタイムズの取材でロックリーが「日本の専門家が否定していない」と述べたことに対しては、岡美穂子と平山優はSNSにおいて、アマチュアによる独自研究だったので相手にしていなかったことを理由に挙げている。
能出新陸は自身のSNSで「現在進めているプロジェクトに専念していることが多く、その中には他の研究に参加できない契約がある場合もあります」「どの大学がそんな無名の人物に対する研究に資金を提供するほど愚かでしょうか？」と専門家や学者にも都合があると理解を呼びかけている。
渡邊大門はロックリーに対して発言したものではないが、戦国時代の新説について述べたことがあり、「二次史料は単体で用いて史実を確定するには向かない史料であり、あくまで一次史料に基づくべきであろう」「新聞やテレビを見ていると、戦国時代の新説が報道されるが、非常にがっかりすることが多い。たいていの場合、新説の根拠が二次史料のケースが少なくない」と二次資料のみ根拠とする説に対して厳しい批判をしている。。

#### 学会の反応
2024年11月2日にオンラインで開催された「第19回国際日本学コンソーシアム」において、世界の日本学研究の国際的・学際的な研究発表、ディスカッションのテーマとして『「アサシン クリード問題」（いわゆる「弥助問題」）: CLILとDEIの観点から見えるもの・隠されているもの』という題名で本問題が取り上げられた。「彼の歴史に対するアプローチは、著書を読む限り、歴史学者が通常使う従来の方法論とは異なっており、疑問が多く残る」という指摘があり、国際的な日本学の学会でも問題視されている。講演を行ったSOASの鈴木里奈（B.A.、Ph.D）は2日後の11月4日にはケンブリッジ大学アジア・中東研究学部東アジアセミナーにて「The Assassin's Creed Shadows Controversy: When Content and Language Integrated Learning (CLIL) Goes Wrong」という講演も行っている。

#### 群馬県立文書館の見解
群馬県立文書館所蔵の栗間家文書の「年未詳加藤清正書状」（下川又左衛門ほか宛）に、豊臣秀吉の朝鮮出兵に関連する記述の中で「くろほう」という言葉が出てくることに対しトーマス・ロックリーはNHKの番組「Black Samurai 信長に仕えたアフリカン侍・弥助」において「くろほう」こそ、織田信長に仕えた黒人武将弥助の後身ではないかとする解釈を示している。これに対し同館は、「くろほう」をこれまで全く黒人として認識していないとし、ロックリーの指摘に驚愕しているとしている。例えば『源氏物語』にも「くろほう」という言葉が登場するが、これは「黒芳」（練り香）の意味で、日本の古典で頻出しているとし「くろほう」を黒人と解釈するのは困難としている。

#### 国政における動き
2024年7月11日、参議院議員の浜田聡は弥助および『アサシン クリード シャドウズ』について、「想像で本を書き、内容を史実として世界に広め、作り物の歴史を世界の真実にしてしまう」「日本文化・歴史・日本人を酷く軽視し、歪められた」とし、関係省庁に見解を求めた。
文部科学省は「家庭用ゲームが子供に及ぼす悪影響について、一般論として、公序良俗に反する内容が疑われる場合などには、慎重な対応が求められる」と回答をしている。
外務省は「ゲームにおける話で、外交とは関係していないことから、対応できかねる」と回答し、『アサシン クリード シャドウズ』のゲームについてのみ回答。ロックリーが海外に向けて誤った歴史を広げたことについては回答しなかった。海外メディアでは「かなり大きな問題になってきており、外交問題に発展する可能性がある。可能性があると申し上げたが、現段階ではゲームなのでお答えできない」と続報があることを伝えている。
一方、在モザンビーク特命全権大使であった池田敏雄（在任期間は2017年4月～2020年2月）が在任中に掲載していた大使館のウェブサイト内の挨拶で、「信長は弥助と名付け武士の身分を与えて家臣にした」「弥助は訪日した最初のアフリカ人」など、概ねロックリーの主張に沿った内容を記載していた。その後、「※弥助の身分に関しては諸説あり、在モザンビーク日本国大使館として特定の見解を示すものではありません。」との注記を追記した。

#### NHKの見解
2024年7月24日、NHKは2021年3月30日にBS4Kで放送されたトーマス・ロックリーを起用した番組「Black Samurai 信長に仕えたアフリカン侍・弥助」を放送した件について見解を問われ、「出演者の一人であり取材もしたが、番組自体は多くの専門家への取材で構成されている。問題があったとは思っていない」とし、またオンデマンドでの公開を中止した件については「当初から1年という予定で配信をした。予定通り終えたということで、今回いろいろ取り沙汰されたこととは関係がない」と回答している。

#### 講演会中止騒動
モザンビーク共和国は2025年日本国際博覧会に弥助をテーマにしたパビリオンの出展を計画し、モザンビーク駐日臨時代理大使ジョゼ・アントーニオ・ジュスチーノ・ニャルンゴが安土城跡のある滋賀県近江八幡市に協力を要請。ニャルンゴは取材に対して「400年以上前、ここ（安土町）へ来た弥助はモザンビークにとってヒーロー。両国の縁を大切にしたい」とコメントしている。これを受け、近江八幡市は内閣官房万博国際交流プログラム活用事業を申請。安土町商工会は2025年1月22日の商工会員新春交流会と同日に、ロックリーを講師に招いた新春講演会「信長と弥助 本能寺を生き延びた異国の侍」を行うことを計画した。
この情報が流れると間もなく講演会に批判的な意見が殺到。安土町商工会は講演会を中止した。弥助は織田信長に仕えた黒人であるが立場は不明であるにも関わらず、演題が侍であると断定するものであり、講師のロックリーは侍であると主張している人物であるために批判が起きたと考えられている。

## 論文・著書

### 論文
- ロックリ- トーマス. 信長の黒人「さむらい」弥助. つなぐ世界史. 2023. 2. 30-35[6]
- ロックリー・トーマス. African Odysseys: AFRICA, INDIA AND BEYOND IN THE EARLY MODERN WORLD. African Rulers and Generals in India (Afro-South Asia in the Global African Diaspora). 2020[6]
- "Yong Lads of Very Good Capacitie": Christopher and Cosmus, Anglo-Japanese Pioneers. Japan Forum. 2019. 31. 1. 86-109[6]
- Posted to Tottori: Professor Michael Screech's Memories of Rural Post-war Japan. 桜文論叢. 2019. 99. 57-76[6][330]
- Thomas Lockley. English Dreams and Japanese Realities: Anglo-Japanese Encounters Around the Globe, 1587-1673. Revista de Cultura, Macau. 2019. 60. 124-139[6]
- Nagasawa Kanaye: The Spiritual Life of California’s Japanese Wine Pioneer. 桜文論叢. 2018. 97. 41-79[6][331]
- Investigating attitudinal change arising from acontent and language integrated learning (CLIL) course in Japan. 桜文論叢. 2017. 93. 57-87[6][332]
- Language and culture exchange in foreign language learning: an experiment and recommendations. Innovation in Language Learning and Teaching. 2016. 10. 3. 238-254[6]
- The Story of Yasuke: Nobunaga's African Retainer. 桜文論叢. 2016. 91. 89-127[6][9][29]
- Thomas Lockley. Promoting International Posture through History as Content and Language Integrated Learning (CLIL) in a Japanese Context. Studies in Second Language Learning and Teaching. 2015. 5. 1. 66-87[6]
- Thomas Lockley. Some Learning Outcomes and Contextual Factors of History as Content and Language Integrated Learning (CLIL) in a Japanese Context. Studies in Linguistics and Language Teaching. 2014. 25. 25. 165-188[6]
- Answers to Outstanding Questions about Japanese Student ICT Competencies and a Glance into a Mobile Future. The Asia Pacific Education Researcher. 2013. 22. 4. 603-617[6]
- International History as CLIL: Reflection, Critical Thinking and Making Meaning of the World. The Asian EFL Journal. 2013. 15. 4. 330-338[6]
- Assessing the 2003 ‘National Action Plan to Cultivate ‘Japanese with English Abilities’: Apparent progress, but some way to go. Electronic Journal of Foreign Language Teaching. 2012. 9. 2. 152-169[6]
- Japanese University Students’ CALL Attitudes, Aspirations and Motivations. CALL-EJ online. 2012. 13. 1. 1-16[6]
- Lockley Thomas, Farrell Stephanie. Is Grammar Anxiety Hindering English Speaking in Japanese Students?. JALT Journal. 2011. 33. 2. 175-190[6]

### MISC
- Thomas Lockley. Pirates of the East. Medieval World Culture and Conflict. 2024. 10. 50-53[6]
- The Killer and the Queen: Two Women Warriors of Medieval Japan. Medieval World. Culture and Conflict. 2022. 1. 24-27[6]
- An African Samurai in Japan. Yasuke. Medieval World Culture and Conflict. 2022. 1. 1. 10-13[6]
- Review of Mihoko Oka: The Namban Trade: Merchants and Missionaries in 16th and 17th Century Japan. (European Expansion and Indigenous Response 34.) 277 pp. Leiden and Boston: Brill, 2021. Bulletin of SOAS University of London. 2022. 85. 1[6]
- Review of Christopher Harding's: The Japanese: A History in Twenty Lives. Japan Forum. 2021. 22. 1[6]
- Thomas Lockley. THE EXTRAORDINARY, ORDINARY LIFE OF NAKAHARA TOSHIKO. Litro. 2021[6]

### 著書
- A Gentleman from Japan: The Untold Story of an Incredible Journey from Asia to Queen Elizabeth’s Court
（Hanover Square Press 2024年　ISBN 9781335016713）
- 英語で読む日本史をつくった女性たち
（東京書籍 2022年 ISBN 9784487815364）
- 英語で読む外国人がほんとうに知りたい日本文化と歴史
（東京書籍 2019年 ISBN 9784487812882）
- African Samurai: The True Story of Yasuke, a Legendary Black Warrior in Feudal Japan
（Girard Hanover Square Press (Harper Collins) 2019年 ISBN 9781335141026）[6]
共同著者：Thomas Lockley，Geoffrey Girard
  - African Samurai : the true story of Yasuke, a legendary black warrior in feudal Japan : [pbk.]
（Hanover Square Press 2021年 ISBN 9781335044983）
共同著者：Thomas Lockley，Geoffrey
2019年に発売されたもののリプリント版で、2019年の初版は380ページ[333]だが、こちらは480ページ[334]である
  - Yasuke: The true story of the legendary African Samurai
（イギリス版 Hanover Square Press 2019年 ISBN 9780751571615）
  - Il primo samurai: Arrivò in Giappone come schiavo e divenne una leggenda
（イタリア版 Newton Compton Editori 2022年 ISBN 9788822758293）
  - Yasuke. Afrykański samuraj w feudalnej Japonii
（ポーランド版 Kirin Publishing House 2021年 ISBN 9788366627079）
  - その他、ナレーターによるオーディオブックが存在する
- 信長と弥助 本能寺を生き延びた黒人侍
（太田出版 2017年 ISBN 9784778315566）[6]
著者：ロックリー トーマス (訳：不二淑子）

#### 自費出版教科書
授業用に作成した自費出版教科書。
- An International History of Japan I
（DTP出版 2019 ISBN 9784862116673）
- An International History of Japan Ⅱ
（DTP出版 2016 ISBN 9784862117021）
- The International History of Japan I　Upper-intermediate
（DTP出版 2016 ISBN 9784862115645）
- The International History of Japan II　Upper-intermediate Level
（DTP出版 2016 ISBN  9784862115669）
- Britain and Japan in History
（DTP出版 2016 ISBN 9784862115683）
- Britain: Society, History and Culture
（DTP出版 2016 ISBN  9784862115690）
- East Asia in Japanese History -Intermediate Listening and Reading
（DTP出版 2018 ISBN  9784862116666）
- Multicultural Stories from Modern Japan
（DTP出版 2019 ISBN 9784862116680）

### 講演・発表
researchmapに準じて列挙しているが、記載されていないオンライン講演も存在する。
- Let’s Learn: The World as Classroom: Yasuke(Let’s Learn: The World as Classroom 2024）[6]
- The Developmnt of Japans Capital Cities（慶応義塾大学 Keio Japan India Lab 2024）[6]
- Female Warriors of the Genpei War: Tomoe Gozen and Hojo Masako（Yokosuka Council on Asia Pacific Studies. 2022）[6]
- Diversity and inclusion. A CLIL self-study book about inspiring Japanese women, and,it's conceptual framework.（JCLIL東北学会 2022）[6]
- Diversity and inclusion. A CLIL self-study book about inspiring Japanese women and it's conceptual framework（第27回J-CLIL例会 2021）[6]
- African Samurai: True Story of a Legendary Black Warrior in Feudal Japan（George Washington University 2021）[6]
- Yasuke: An African Warrior in Japan（The Smithsonian Institution,AfricAsia: Overlooked Histories of Exchange 2020）[6]
- Webinar: The African Who Became a Samurai（Yokosuka Council on Asia-Pacific Studies 2020）[6]
- https://newbooksnetwork.com/african-samurai （New Books Network 2020）[6]
- CLILの理論的枠組（授業のデザイン再考 -TBLTおよびCLILの観点から- 2020）[6]
- YASUKE: AN AFRICAN WARRIOR IN JAPAN WITH PROF. THOMAS LOCKLEY（Aga Khan Museum, Toronto, Canada 2020）[6]
- Meet the Author: Thomas Lockley（Tokyo American Club, Meet the author 2020）[6]
- Thomas Lockley, co-author of “African Samurai: The True Story of Yasuke, a Legendary Black Warrior in Feudal Japan”（The Foreign Correspondent's Club of Japan, Book Break 2019）[6]
- Taking CLIL out of the Classroom（日本CLIL教育学会(J-CLIL)第2回大会 2019）[6]
- ‘Yong lads of very good capacitie.’ Christopher and Cosmus, Anglo-Japanese pioneers.（SOAS Japan Research Centre Seminar. 2019）[6]

### メディア出演

#### テレビ
- NHKワールド JAPAN「History Uncovered: The Armor of Japan - Beauty in Defense」（2024年12月7日）[336]
- BSフジ「日本史の新常識7」（2021年9月18日）[5]
- NHK BS4K「Black Samurai 信長に仕えたアフリカン侍・弥助」（2021年3月30日）[5]
- BS-TBS「にっぽん！歴史鑑定」#223「本能寺の変ミステリー 黒人サムライ・弥助は何を見た！？」（2019年12月16日）[5]
- テレビ東京「ウソでしょ！？ヒストリー 「今」から「昔」がわかる偉人伝」（2017年12月13日）[5]
- BS-TBS「にっぽん！歴史鑑定」#121「黒人侍と本能寺の変」（2017年8月7日）[5]

#### ラジオ・ポッドキャスト
- Historical African Martial Arts Association　HAMAA Live: African Samurai（2024年5月30日）[5]
- Ubisoft podcast「Echoes of History Yasuke: The First African Samurai」（2024年5月27日）[337]
- History Hit TV「Yasuke: The First African Samurai」（2024年5月27日）[5]
- New Books Network「A Gentleman from Japan」（2024年3月30日）[5]
- Podbean「A Gentleman from Japan with Tom Lockley」（2024年3月7日）[5]
- African History Club「Yasuke: The African Samurai」（2023年12月2日）[5]
- NHKラジオ第1放送「NHKラジオ深夜便」（2021年10月26日）[5]
- 東海ラジオ「日替わりラジオ」（2017年3月16日）[5]